# 18943 Елайспонтон
18943 Елайспонтон (18943 Elaisponton) — астероїд головного поясу, відкритий 25 серпня 2000 року.
Тіссеранів параметр щодо Юпітера — 3,511.